# Win It All
Pour plus de détails, voir Fiche technique et Distribution.
Win It All est un film américain réalisé par Joe Swanberg, sorti en 2017.

## Synopsis
Eddie Garrett est un accro au jeu qui travaille comme préposé au stationnement au stade de Wrigley Field. Un matin, Eddie découvre Michael, un voyou du coin, assis dans sa cuisine. Michael demande à Eddie de l'aider à cacher un mystérieux sac polochon, sans l'ouvrir ni poser de questions et promet de le payer 10 000 $ à Eddie.

## Fiche technique
- Titre : Win It All
- Réalisation : Joe Swanberg
- Scénario : Jake Johnson et Joe Swanberg
- Musique : Dan Romer
- Photographie : Eon Mora
- Montage : Joe Swanberg
- Production : Jake Johnson, Alex Orr et Joe Swanberg
- Société de production : Forager Films, Garrett Doubles Down et Netflix
- Pays :  États-Unis
- Genre : Comédie
- Durée : 88 minutes
- Dates de sortie : 
  - Netflix : 7 avril 2017

## Distribution
- Jake Johnson (VF : Benoît Du Pac) : Eddie Garrett
- Aislinn Derbez (VF : Adeline Germaneau) : Eva
- Joe Lo Truglio (VF : Julien Kramer) : Ron Garrett
- Keegan-Michael Key (VF : Serge Faliu) : Gene
- Kris Williams : Kris

## Accueil
Le film a reçu un accueil favorable de la critique. Il obtient un score moyen de 77 % sur Metacritic.